# جيرانت وليامز
جيرانت وليامز (بالإنجليزية: Geraint Williams)‏ (5 يناير 1962 في المملكة المتحدة - ) هو مدرب كرة قدم ولاعب كرة قدم بريطاني في مركز الوسط. شارك مع منتخب ويلز لكرة القدم. أما مع النوادي، فقد لعب مع إيبسويتش تاون وديربي كاونتي وكولتشستر يونايتد ونادي بريستول روفيرز.

## وصلات خارجية
- جيرانت وليامز على موقع قاعدة بيانات كرة القدم.إي يو (الإنجليزية)
- جيرانت وليامز على موقع Soccerbase.com (لاعب) (الإنجليزية)
- جيرانت وليامز على موقع Soccerbase.com (مدرب) (الإنجليزية)
- جيرانت وليامز على موقع عالم كرة القدم.نت (الإنجليزية)